# 二期会
二期会（にきかい）は、1952年に結成された声楽家の任意団体である。2005年9月に「財団法人二期会オペラ振興会」へ包含されて単独団体としては存在しない。

## 概要
現在の「二期会」とは「公益財団法人東京二期会」声楽会員組織を指し、所属者は「二期会会員」と称する。「財団法人二期会オペラ振興会」は1977年に設立されて2005年10月に「財団法人東京二期会」へ名称変更し、2010年11月18日に公益財団法人認定されて現在は「公益財団法人東京二期会」である。

## 沿革
1949年12月頃から、東京音楽学校出身者らがテノール柴田睦陸を部長に「オペラ研究会」を結成してクラブ活動的に始める。
1951年11月27日に日比谷公会堂で文部省芸術祭参加作品として、ベルリオーズ『ファウストの劫罰』の訳詞を演奏会形式で2公演、舞台として9公演を行い、これをNHKラジオが収録して放送している。
芸術祭後にソプラノの三宅春惠、アルトの川崎靜子、テノールの柴田睦陸、バリトンの中山悌一の4名が中心となり、「先人のオペラ活動を第1期に自らは第2期の中心として気概を新たに」という趣旨から「二期会」を結成し、1952年2月15日に結成披露・基金募集の「ヴォーカル・コンサート」が行われた。プログラムには、2月現在の二期会会員として以下の16人の名前が記されている。三宅春恵、大熊文子、朝倉万紀子、柴田喜代子、荒牧規子、川崎靜子、佐々木成子、木下保、柴田睦陸、渡邊高之助、中山悌一、秋元清一、関忠亮、石津憲一、畑中良輔、伊藤亘行。同年2月25日から28日にかけて、日比谷公会堂でプッチーニ『ラ・ボエーム』を訳詞で、マンフレート・グルリット指揮の東京交響楽団演奏で初演する。当初は東京藝術大学（東京音楽学校）出身者中心の団体と言う色彩が強かった。
しかしながら、2005年9月末に声楽家団体「二期会」は解散して「財団法人東京二期会」に吸収された。